# Pic des saguaros
Melanerpes uropygialis
Espèce
Statut de conservation UICN

 LC  : Préoccupation mineure
Répartition géographique
Le Pic des saguaros (Melanerpes uropygialis), aussi dit Pic de la Gila, est une espèce d'oiseaux de la famille des Picidae. Il doit son nom au cactus saguaro dans lequel il creuse son trou.
Il peuple les zones désertiques de basse altitude, creusant leur nid, comme les peupliers le long des ruisseaux, Prosopis laevigata ou les cactus saguaro. Il est fondamentalement omnivore. Il se reproduit entre avril et août et pond souvent deux ou trois portées au cours d'une même saison de reproduction.

## Galerie

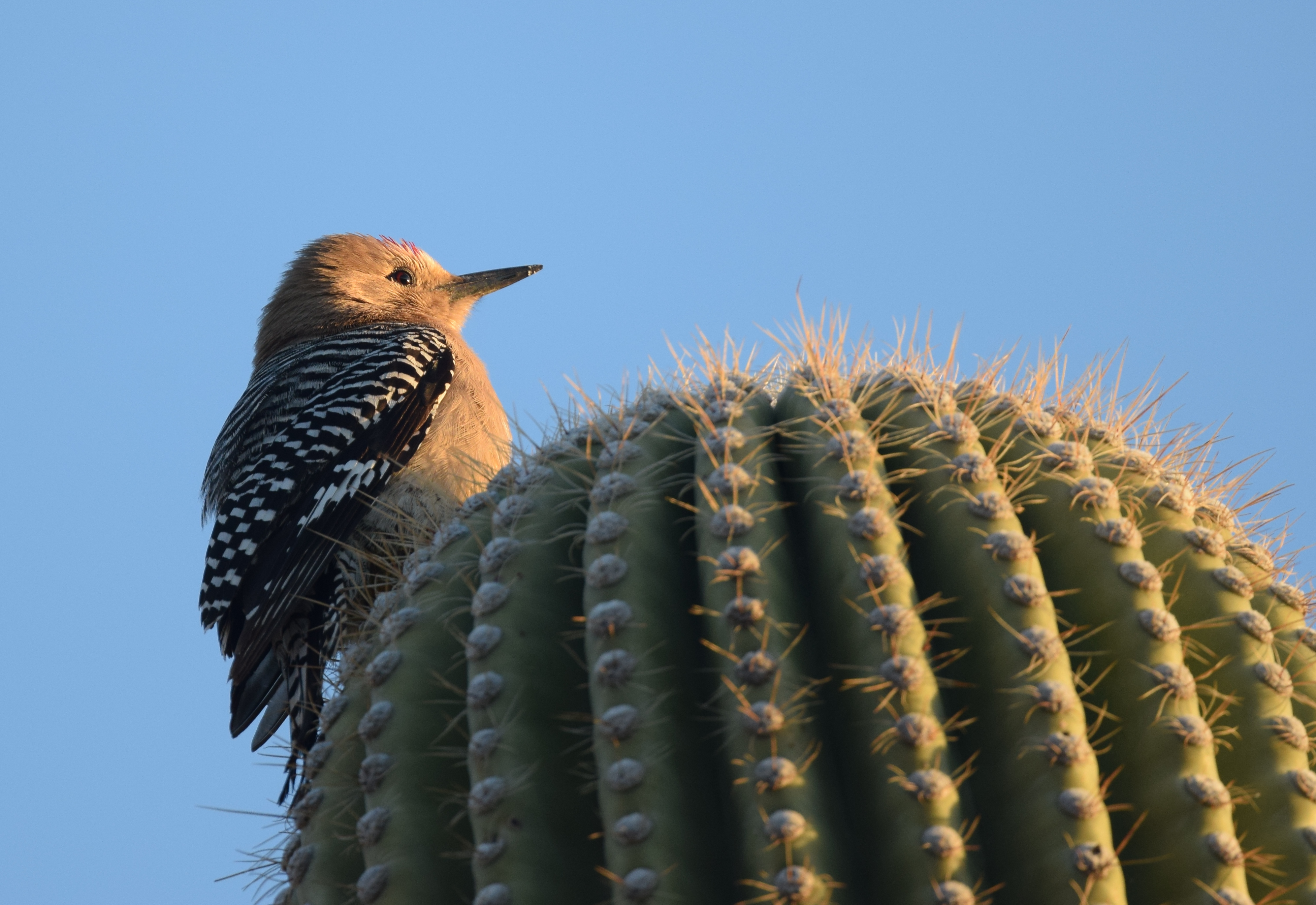
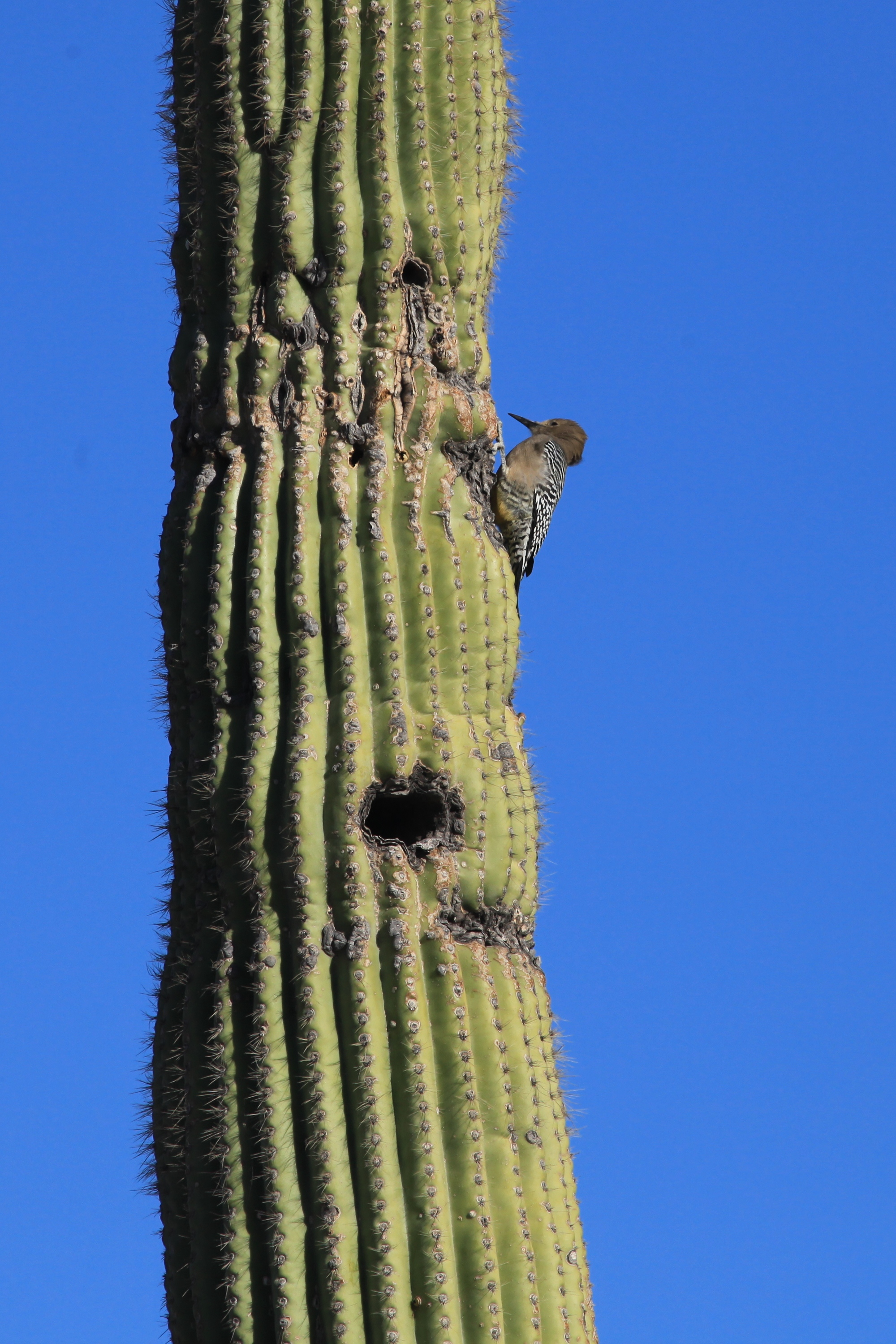
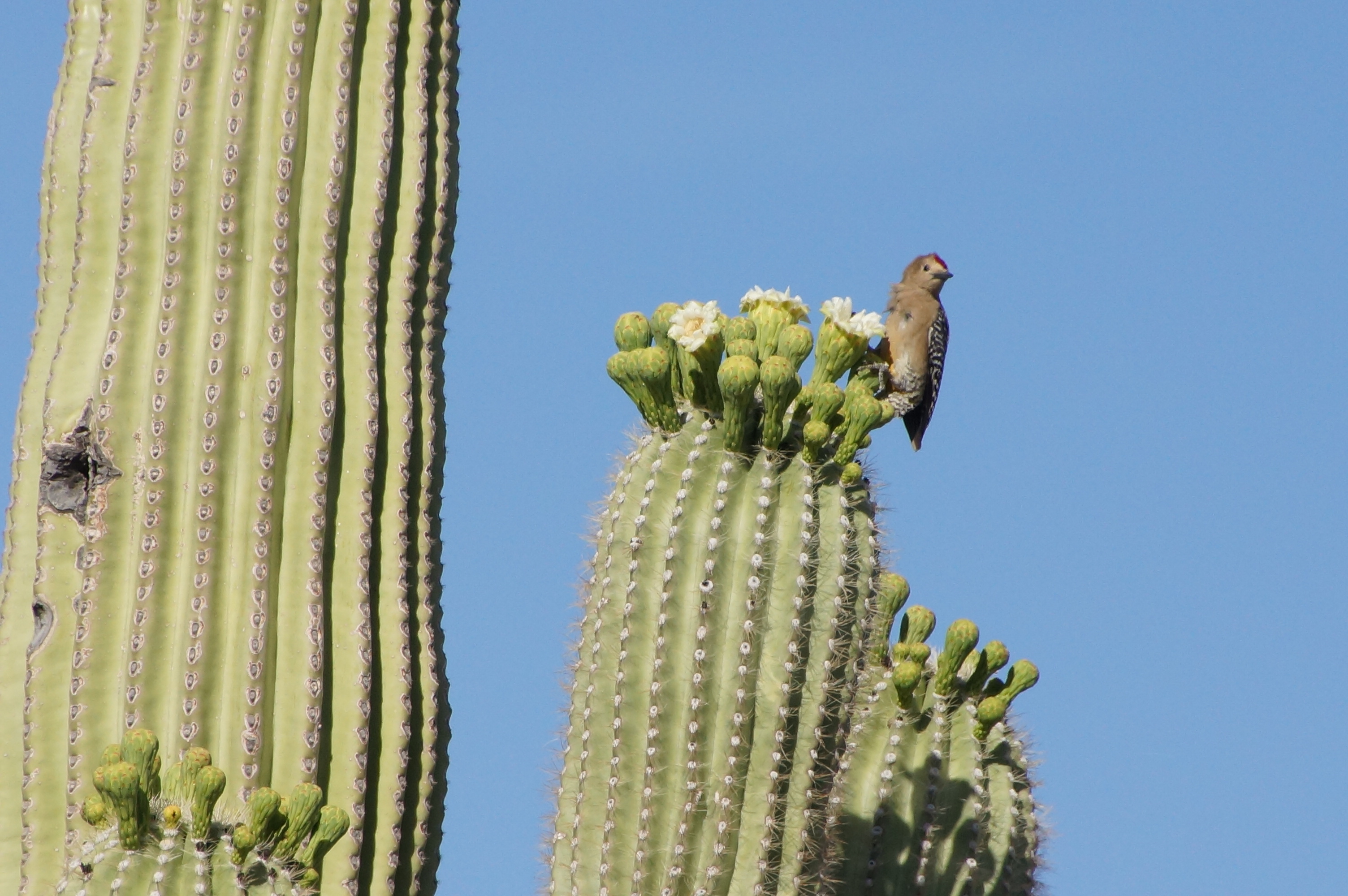